# (212176) Fabriziospaziani
(212176) Fabriziospaziani est un astéroïde de la ceinture principale.

## Description
(212176) Fabriziospaziani est un astéroïde de la ceinture principale. Il fut découvert le 8 avril 2005 à Campo Catino par Franco Mallia et Mario Di Sora. Il présente une orbite caractérisée par un demi-grand axe de 2,64 UA, une excentricité de 0,17 et une inclinaison de 14,4° par rapport à l'écliptique.

## Compléments